# Dragi (žensko ime)
Dragi je žensko osebno ime.

## Izvor imena
Ime Dragi je različca ženskega osebnega imena Draga oziroma Dragica.

## Različice imena
- moške različice imena: Dragi

## Pogostost imena
Po podatkih Statističnega urada Republike Slovenije je bilo na dan 31. decembra 2007 v Sloveniji število ženskih oseb z imenom Dragi: 8.

## Osebni praznik
V koledarju je ime Dragi zapisano skupaj z imenoma Draga oziroma Drago.